# Polska Fundacja Katyńska
Polska Fundacja Katyńska (PFK) – polska fundacja upamiętniająca zbrodnię katyńską, powołana notarialnie 6 czerwca 1990 roku, w Sądzie Rejonowym 4 września 1992 roku, wpisana do rejestru stowarzyszeń 10 września 2003 roku, wykreślona z rejestru stowarzyszeń 28 września 2019 roku. Siedziba Polskiej Fundacji Katyńskiej mieściła się przy ul. Nowy Świat 28/20 w Warszawie.

## Historia
Członkami założycielami, a także fundatorami Polskiej Fundacji Katyńskiej byli dr Bożena Łojek, prof. Mieczysław Nieduszyński, mec. Jan Olszewski, ks. Zdzisław Peszkowski, dr Marek Tarczyński, prof. Jacek Trznadel, inż. Jędrzej Tucholski i red. Wojciech Ziembiński. Statut Polskiej Fundacji Katyńskiej opracował mec. Jan Olszewski. W 1991 i 1992 roku do Fundacji przyjęci zostali dr Jerzy Jackl, prokurator Stefan Śnieżko i Adam Macedoński. Fundacja nawiązała ścisłą współpracę z Niezależnym Komitetem Historycznym Badania Zbrodni Katyńskiej, utworzonym w 1989 roku; publikowała wraz z nim „Zeszyty Katyńskie”.
W 2008 roku Fundacja ustanowiła nadawany przez siebie Medal Dnia Pamięci Ofiar Zbrodni Katyńskiej zaprojektowany przez Katarzynę Piskorską.

## Zarząd i Rada Fundacji
Członkowie Zarządu Fundacji:
- Bożena Mamontowicz-Łojek – przewodnicząca (do 10 kwietnia 2010 roku)
- Jerzy Jackl – wiceprzewodniczący
- Iwona Maria Dąbrowska – skarbnik.

Funkcję sekretarza Rady Fundacji pełnił Marek Tarczyński
Nadzór nad działalnością Fundacji sprawowała Rada Fundacji w składzie: Bożena Mamontowicz-Łojek, Iwona Maria Dąbrowska, ks. Zdzisław Peszkowski, Jacek Trznadel, Jędrzej Tucholski, Adam Macedoński, Stanisław Mikke, Stefan Śnieżko, Marek Tarczyński, Jerzy Jackl i Jan Olszewski.